# Forcipomyia sonora
Forcipomyia sonora är en tvåvingeart som beskrevs av Wirth 1952. Forcipomyia sonora ingår i släktet Forcipomyia och familjen svidknott. Inga underarter finns listade i Catalogue of Life.